# Швеція на зимових Олімпійських іграх 1936
Швеція брала участь у Зимовій Олімпіаді 1936 року у Гарміш-Партенкірхен (Німеччина) учетверте. Країну представляли 32 спортсмени (31 чоловік та 1 жінка) у 7 видах спорту. Швеція здобула 7 медалей (2 золоті, 2 срібні та 3 бронзові), посівши у загальнокомандному заліку 5 місце.

## Медалісти
| Медаль | Спортсмени                                                 | Вид спорту          | Дисципліна                                          |
| ------ | ---------------------------------------------------------- | ------------------- | --------------------------------------------------- |
| Золото | Ерік Аугуст Ларссон                                        | Лижні перегони      | 18 км (чоловіки)                                    |
| Золото | Еліс Віклунд                                               | Лижні перегони      | 50 км (чоловіки)                                    |
| Срібло | Аксель Вікстрем                                            | Лижні перегони      | 50 км (чоловіки)                                    |
| Срібло | Свен Ерікссон (Селонгер)                                   | Стрибки з трампліна | Нормальний пагорб, чоловіки (K90 Індивідуальні 70m) |
| Бронза | Мартін Матсбу Юн Бергер Ерік Аугуст Ларссон Артур Геггблад | Лижні перегони      | Естафета 4 x 10 км (чоловіки)                       |
| Бронза | Нільс-Юель Енглунд                                         | Лижні перегони      | 50 км (чоловіки)                                    |
| Бронза | Віві-Анне Гультен                                          | Фігурне катання     | Жінки, одиночний розряд                             |

## Гірськолижний спорт
Чоловіки
| Спортсмен       | Змагання | Спуск  | Спуск | Слалом         | Слалом         | Слалом | Всього       | Всього |
| Спортсмен       | Змагання | Час    | Місце | Час 1          | Час 2          | Місце  | Всього балів | Місце  |
| --------------- | -------- | ------ | ----- | -------------- | -------------- | ------ | ------------ | ------ |
| Бертіль Перссон | Combined | 6:26.0 | 35    | 1:43.4 (+0:06) | 1:54.0 (+0:06) | 30     | 70.95        | 31     |

## Лижні перегони
Men
| Змагання | Спортсмен        | Перегони | Перегони |
| Змагання | Спортсмен        | Час      | Місце    |
| -------- | ---------------- | -------- | -------- |
| 18 км    | Іван Ліндгрен    | 1'21:04  | 17       |
| 18 км    | Артур Геггблад   | 1'18:55  | 8        |
| 18 км    | Мартін Матсбу    | 1'17:02  | 4        |
| 18 км    | Ерік Ларссон     | 1'14:38  | 1        |
| 50 км    | Яльмар Бергстрем | 3'35:50  | 4        |
| 50 км    | Нільс Енглунд    | 3'34:10  | 3        |
| 50 км    | Аксель Вікстрем  | 3'33:20  | 2        |
| 50 км    | Еліс Віклунд     | 3'30:11  | 1        |

Чоловіча естафета 4 x 10 км
| Спортсмени                                                 | Перегони | Перегони |
| Спортсмени                                                 | Час      | Місце    |
| ---------------------------------------------------------- | -------- | -------- |
| Юн Бергер Ерік Аугуст Ларссон Артур Геггблад Мартін Матсбу | 2'43:03  | 3        |

## Фігурне катання
Жінки
| Спортсмен         | Змагання        | CF | FS | Місця | Очки  | Підсумкове місце |
| ----------------- | --------------- | -- | -- | ----- | ----- | ---------------- |
| Віві-Анне Гультен | Women's singles | 4  | 4  | 28    | 394.7 | 3                |

## Хокей

### Група D
Дві найкращі команди виходять до півфіналу
|                 | Pld | W | L | T | GF | GA | Pts |
| --------------- | --- | - | - | - | -- | -- | --- |
| Велика Британія | 2   | 2 | 0 | 0 | 4  | 0  | 4   |
| Швеція          | 2   | 1 | 1 | 0 | 2  | 1  | 2   |
| Японія          | 2   | 0 | 2 | 0 | 0  | 5  | 0   |

| 6 лютого | Велика Британія | 1-0 (1-0,0-0,0-0) | Швеція |
| 8 лютого | Швеція          | 2-0 (1-0,1-0,0-0) | Японія |

### Група B
Дві найкращі команди позмагаються за медалі
|                | Pld | W | L | T | GF | GA | Pts |
| -------------- | --- | - | - | - | -- | -- | --- |
| США            | 3   | 3 | 0 | 0 | 5  | 1  | 6   |
| Чехословаччина | 3   | 2 | 1 | 0 | 6  | 4  | 4   |
| Швеція         | 3   | 1 | 0 | 2 | 3  | 6  | 2   |
| Австрія        | 3   | 0 | 3 | 0 | 1  | 4  | 0   |

| 11 лютого | Швеція         | 1-0 (1-0,0-0,0-0) | Австрія |
| 12 лютого | Чехословаччина | 4-1 (0-1,2-0,2-0) | Швеція  |
| 13 лютого | США            | 2-1 (0-0,1-1,1-0) | Швеція  |

|  | Склад команди Герман Карлссон Свен Бергквіст Бертіль Лунделль Гольгер Енгберг Торстен Єнке Інгве Лільєберг Бертіль Нурберг Вільгельм Петерсен Оке Еріксон Стіг Андерссон Леннарт Гелльман Вільгельм Ларссон Рубен Карлссон |

## Лижне двоборство
Змагання:
- 18 км лижних перегонів
- Стрибки з трампліна на нормальному пагорбі

Лижні перегони у рамках даного заходу були об'єднані з головними змаганнями з лижних перегонів. Ці результати можна знайти у цій статті розділі про лижні перегони. Деякі спортсмени (але не всі) виступали в обох дисциплінах, тому їх результат на 18 км був використаний у обох змаганнях.
Змагання зі стрибків з трампліну (нормальний пагорб) було проведено окремо від основних змагань зі стрибків з трампліну, результати можна знайти в таблиці нижче.
| Спортсмен        | Змагання      | Перегони | Перегони | Перегони | Стрибки з трампліна | Стрибки з трампліна | Стрибки з трампліна | Стрибки з трампліна | Всього | Всього |
| Спортсмен        | Змагання      | Час      | Очки     | Місце    | Дистанція 1         | Дистанція 2         | Всього points       | Місце               | Очки   | Місце  |
| ---------------- | ------------- | -------- | -------- | -------- | ------------------- | ------------------- | ------------------- | ------------------- | ------ | ------ |
| Гольгер Лундгрен | Індивідуальні | 1'29:57  | 161.2    | 31       | 50.0                | 53.0                | 152.0               | 42                  | 313.2  | 40     |
| Гассе Геєрсон    | Індивідуальні | 1'25:50  | 182.4    | 22       | DNS                 | —                   | —                   | —                   | DNF    | —      |
| Юнас Вестман     | Індивідуальні | 1'25:38  | 183.4    | 20       | 47.5                | 46.5                | 199.3               | 10                  | 382.7  | 11     |

## Стрибки з трампліна
| Спортсмен                | Змагання          | Стрибок 1 | Стрибок 1 | Стрибок 1 | Стрибок 2 | Стрибок 2 | Стрибок 2 | Всього | Всього |
| Спортсмен                | Змагання          | Дистанція | Очки      | Місце     | Дистанція | Очки      | Місце     | Очки   | Місце  |
| ------------------------ | ----------------- | --------- | --------- | --------- | --------- | --------- | --------- | ------ | ------ |
| Аксель Естранд           | Нормальний пагорб | 61.0      | 97.8      | 30        | 68.0      | 105.6     | 13        | 203.4  | 22     |
| Сікстен Юганссон         | Нормальний пагорб | 63.0      | 101.5     | 21        | 66.0      | 104.6     | 15        | 206.1  | 15     |
| Нільс Єльмстрем          | Нормальний пагорб | 68.0      | 105.1     | 13        | 62.5      | 99.7      | 27        | 204.8  | 16     |
| Свен Ерікссон (Селонгер) | Нормальний пагорб | 76.0      | 115.5     | 1         | 76.0      | 115.0     | 3         | 230.5  | 2      |

## Ковзанярський спорт
Men
| Змагання | Спортсмен       | Перегони | Перегони |
| Змагання | Спортсмен       | Час      | Місце    |
| -------- | --------------- | -------- | -------- |
| 500 m    | Аксель Юганссон | 46.1     | 18       |
| 1500 m   | Аксель Юганссон | 2:29.9   | 29       |
| 5000 m   | Аксель Юганссон | 9:06.4   | 26       |
| 10,000 m | Аксель Юганссон | 18:38.2  | 22       |